# Admitance
Admitance jako komplexní veličina elektrického obvodu vyjádřená reálnou konduktancí a imaginární susceptancí je převrácenou hodnotou impedance.
Značka: {\displaystyle Y\,\!}
Jednotka SI: siemens, značka {\displaystyle \mathrm {S} }

## Vyjádření admitance
Komplexní admitanci {\displaystyle Y} vyjádříme jako je převrácenou hodnotou impedance:
{\displaystyle Y={\frac {1}{Z}}={\frac {1}{R+jX}}{\frac {R-jX}{R-jX}}={\frac {R-jX}{R^{2}+X^{2}}}={\frac {R}{R^{2}+X^{2}}}-j{\frac {X}{R^{2}+X^{2}}}=G-jB}
kde {\displaystyle R} je rezistance, {\displaystyle X} je reaktance, {\displaystyle G} je konduktance (odporová vodivost) a {\displaystyle B} je susceptance (kapacitní vodivost).